# ادی هالند
ادی هالند (انگلیسی: Eddie Holland؛ زادهٔ ۳۰ اکتبر ۱۹۳۹) یک موسیقی‌دان اهل ایالات متحده آمریکا است.